# Машезерский, Виктор Иванович
Виктор Иванович Машезе́рский (1902—1977) — советский учёный-историк, Заслуженный деятель науки Карельской АССР (1962).

## Биография
Родился в семье сельского учителя. После окончания Олонецкого начального училища работал учителем в сёлах Видлица и Кукшезеро.
После окончания в 1927 году Ленинградского педагогического института преподавал обществоведение в школах Петрозаводска, преподавал историю в Карельском педагогическом институте. В 1934—1936 годах — ответственный секретарь историко-партийной комиссии Карельского обкома ВКП(б).
В годы Великой Отечественной войны преподавал в военном училище.
После демобилизации, с 1946 года работал учёным секретарём Президиума Карело-Финской научно-исследовательской базы АН СССР, заведующей сектором истории.
В 1950—1965 годах — директор Института языка, литературы и истории Карельского филиала АН СССР.
С 1965 года — заведующий сектором истории, с 1972 года — старший научный сотрудник Института языка, литературы и истории Карельского филиала АН СССР. С 1966 года возглавлял президиум Карельского отделения Всероссийского общества охраны памятников истории и культуры.

## Научные труды
Является автором более сорока научных публикаций. Некоторые из них:
- Волнения крестьян в Заонежье в конце XVII века, 1940
- Установление Советской власти в Карелии. — Петрозаводск, 1957
- Карелия в период гражданской войны и иностранной интервенции, 1964
- Великий Октябрь и образование советской автономии в Карелии. — Петрозаводск, 1978